# Ugljarevo
Ugljarevo (en serbe cyrillique : Угљарево) est un village de Serbie situé dans la municipalité de Trstenik, district de Rasina. Au recensement de 2011, il comptait 449 habitants.

## Démographie
| 1948 | 1953 | 1961 | 1971 | 1981 | 1991 | 2002 | 2011 |
| ---- | ---- | ---- | ---- | ---- | ---- | ---- | ---- |
| 553  | 548  | 559  | 548  | 581  | 561  | 478  | 449  |

|  |